# Князев, Андрей Николаевич
Андре́й Никола́евич Кня́зев (25 сентября 1974, Магнитогорск, Челябинская область, РСФСР, СССР) — российский футболист, нападающий. В Высшей лиге России сыграл 7 матчей, забил 1 гол.

## Биография
Воспитанник магнитогорской ДЮСШ № 4, первый тренер — Геннадий Ильич Шилин. Начал профессиональную карьеру в магнитогорском «Металлурге». Летом 1995 года перешёл в «КАМАЗ», первый матч в Высшей лиге сыграл 5 августа 1995 года против московского «Динамо», а 12 августа в матче с «Жемчужиной» забил свой единственный гол на высшем уровне.
В 1996 году Андрей Князев вернулся в магнитогорский «Металлург», за который провёл очень результативный сезон (24 гола) и на следующий год подписал контракт с казанским «Рубином». В сезоне 1997 года «Рубин» стал победителем центральной зоны второго дивизиона, а Князев — вторым бомбардиром зоны с 25 голами. Во всех официальных матчах того сезона Князев забил 30 голов, что остаётся клубным рекордом «Рубина». В первом дивизионе Князев ещё полтора сезона выступал за «Рубин», затем играл за «Торпедо-ЗИЛ» и саратовский «Сокол».
С 2002 года Князев выступал во втором дивизионе, сменив ряд клубов — липецкий «Металлург», «КАМАЗ» и челябинский «Лукойл». В 2004 году играл в первом дивизионе за тульский «Арсенал».
В 2005 году Андрей Князев вернулся в Магнитогорск, провёл один сезон во втором дивизионе. На следующий сезон магнитогорский «Металлург» перешёл на любительский уровень и Князев продолжил играть за него, одновременно работал заместителем директора клуба. В 2007 году завершил карьеру игрока.
Директор СШОР Вахитовского района (Казань).